# Roberta Campos
Roberta Cristina Campos Martins (Caetanópolis, 29 de dezembro de 1977) é uma cantora e compositora brasileira.
Roberta é reconhecida por suas canções que se tornaram trilhas sonoras de várias novelas, tendo alcançado, a marca de 21 trilhas, incluindo “Abrigo”, “Minha felicidade”, “Todo Dia” e "De Janeiro a Janeiro".

## Carreira
Sua carreira solo iniciou com o disco Para Aquelas Perguntas Tortas (2008), legalmente compartilhável sob licença Creative Commons e independente, ela realizou todo o trabalho de composição, gravação e realizou até o encarte do disco por conta própria. Segundo Roberta, ao gravar o primeiro disco ela enfrentou muita dificuldade em relação aos gastos na compra de equipamentos. Com o bom recebimento do primeiro disco pelas rádios, Roberta foi contratada para o catálogo da gravadora Deckdisc, na qual gravou o disco Varrendo a Lua (2010), onde teve maior reconhecimento nacional com a canção "De Janeiro a Janeiro", canção de sua autoria, gravada com a colaboração do artista Nando Reis.

### Álbuns esinglesde sucesso
O álbum Varrendo a Lua, lançado em 2010, abriu caminho para a carreira de Roberta. Neste disco além de canções próprias, Roberta canta "Quem Sabe Isso Quer Dizer Amor", de Lô Borges e Márcio Borges. Também no mesmo álbum está "Sinal de Fumaça", composta em parceria com Nô Stopa, e "Felicidade", com Carolina Zocoli. Esse álbum teve três canções em telenovelas, sendo que "De Janeiro a Janeiro a Janeiro" esteve em 5 novelas em diferentes emissoras. São elas: "Varrendo a Lua" em Malhação da Rede Globo, "De Janeiro a Janeiro" na telenovela Rebelde da Record, em 2013, na novela Sangue Bom e na novela Além do Tempo (2016), ambas na Rede Globo, também nas novelas Carinha de Anjo e Cúmplices de um Resgate, ambas do SBT. A canção "Sete Dias" fez parte da trilha sonora de Amor Eterno Amor e "Felicidade" em Além do Horizonte como tema de Lili e Marlon. 
Em outubro de 2015, é lançado o quarto disco da carreira da cantora, Todo Caminho É Sorte, com 11 canções inéditas, mais uma versão de "Casinha Branca", originalmente gravada pelo cantor Gilson. Para a canção "Amiúde", contou com a participação de Marcelo Camelo nos vocais e Marcelo Jeneci nos teclados.
Em 2016, a canção "Minha Felicidade" entrou para a trilha sonora da novela Sol Nascente como tema de abertura. Em setembro o quarto álbum da cantora Todo Caminho É Sorte (2015) foi indicado ao Grammy Latino na categoria de "Melhor Álbum de Música Popular Brasileira", mas não venceu a categoria. Esse mesmo disco teve 5 canções em trilhas sonoras de novelas sendo que, com ele, Roberta alcançou a marca de 20 trilhas de telenovelas na carreira.
Em 2019, a artista lançou o DVD Todo Caminho é Sorte - Ao Vivo em comemoração aos seus 10 anos de carreira. Nele, rememorou os seus maiores sucessos até então, com novos arranjos, em show gravado numa única noite no Teatro Porto Seguro em São Paulo.
Em 2020, a artista lançou o EP Só Conheço o Mar onde narrou, em 5 músicas inéditas, os sabores e dissabores do isolamento social durante a pandemia do COVID-19. Segunda a artista, as músicas entregam seus sentimentos e sensações em um isolamento em si mesma e num isolamento a dois, que foi como superou o período.
Em 2021, lançou o disco O Amor Liberta, álbum com 11 canções inéditas e autorais, sendo que algumas foram compostas em parcerias com os ícones da MPB como Luiz Caldas (a faixa "É Natural"), Hyldon (a faixa "Se a Saudade Apertar") e Humberto Gessinger (a faixa "Começa Tudo Outra Vez", onde, além de compor, Humberto também cantou a canção com a artista); e com o artista da nova geração De Maria (a faixa "Chegou o Meu Verão"). "Miragem", que tem parceria do grupo Natiruts, chegou a estar em primeiro lugar nas rádios de MPB do país e tocou bem nas plataformas digitais.
Em novembro de 2022, lança o single "Depois de te encontrar", parceira com Zélia Duncan.
Em 2023, realiza shows em diversos locais do Brasil, Chile e Nova Iorque. Regrava a faixa "Lumiar", de Beto Guedes, que fez parte da trilha sonora da novela Vai na Fé da TV Globo. Em março, lança o single bilíngue "Esqueço das horas (Always on replay)", com a cantora e compositora britânica Kat Eaton, escrita em português e inglês. Em setembro, participa da canção "Dez Mil Coisas" da cantora e compositora Nina Fernandes.
Em 2024, estreia a turnê "Cinco Partes de Mim", onde apresenta releituras de Marisa Monte, Djavan, Clube da Esquina, Kid Abelha e sucessos em trilhas de novelas.
Em abril de 2024, ao lado do cantor, compositor e membro fundador do Kid Abelha George Israel, lança o projeto 4Mãos, com o lançamento de dois EP's.
Em junho de 2024, se apresenta na Circulart, a maior feira de música da América Latina, em Medellín, na Colômbia. No mês seguinte, participa da gravação do DVD Acústico em São Paulo da banda Alma Djem.

## Discografia
| Ano  | CD                             | Gravadora    |
| ---- | ------------------------------ | ------------ |
| 2008 | Para Aquelas Perguntas Tortas  | Independente |
| 2010 | Varrendo a Lua                 | Deck         |
| 2012 | Diário de Um Dia               | Deck         |
| 2014 | Maior que o Mundo              | Deck         |
| 2015 | Todo Caminho é Sorte           | Deck         |
| 2019 | Todo Caminho é Sorte - Ao Vivo | Deck         |
| 2020 | Só Conheço o Mar               | Deck         |
| 2021 | O Amor Liberta                 | Deck         |

## Filmografia
| Ano  | Título    | Função    |
| ---- | --------- | --------- |
| 2023 | Vai na Fé | Ela mesma |

## Vida pessoal
Desde 2018, é casada com a empresária Marina Souza Campos.